# Nowo-Bijskoje
Nowo-Bijskoje (russisch Ново-Бийское, deutsch Friedrichswalde, Kreis Gerdauen) ist ein Ort in der russischen Oblast Kaliningrad und gehört zur Gorodskoje posselenije Schelesnodoroschnoje (Stadtgemeinde Schelesnodoroschny) im Rajon Prawdinsk.

## Geographische Lage
Nowo-Bijskoje liegt elf Kilometer nördlich der früheren Kreisstadt Schelesnodoroschny und einen Kilometer westlich des Masurischen Kanals an einer Nebenstraße, die Lipnjaki (an der früheren deutschen Reichsstraße 141) mit Perewalowo an der russischen Fernstraße R 508 verbindet. Ein Bahnanschluss besteht nicht.

## Geschichte
Das einstige Friedrichswalde war eine der kommunalen Einheiten, die 1874 den neu errichteten Amtsbezirk Schloß Gerdauen bildeten. Nach dessen Auflösung und kurzfristiger Zugehörigkeit zum Amtsbezirk Adamswalde (russisch: Nowo Galitscheski) kam Friedrichswalde zum Amtsbezirk Trausen, war und blieb stets bis 1945 dem Landkreis Gerdauen im Regierungsbezirk Königsberg der preußischen Provinz Ostpreußen zugehörig.
Im Jahre 1910 lebten in Friedrichswalde und den Ortsteilen Vorwerk Christinenfeld, Lablack (Ljublino), Vorwerk Neuhof und Wilhelmshof (Marinowka) 218 Einwohner. Ihre Zahl stieg bis 1933 auf 452 und betrug 1939 noch 440.
Infolge des Zweiten Weltkrieges kam Friedrichswalde 1945 mit dem nördlichen Ostpreußen zur Sowjetunion und erhielt 1947 die russische Bezeichnung „Nowo-Bijskoje“. Bis zum Jahr 2009 war der Ort innerhalb der seit 1991/92 russischen Oblast Kaliningrad in den Wischnjowski sowjet (Dorfsowjet Wischnjowoje (Altendorf)) eingegliedert, kam dann aber – aufgrund einer Struktur- und Verwaltungsreform – als „Siedlung“ (russisch: possjolok) eingestufte Ortschaft zur Gorodskoje posselenije Schelesnodoroschnoje (Stadtgemeinde Schelesnodoroschny) im Rajon Prawdinsk.

## Kirche
Mit seiner mehrheitlich evangelischen Bevölkerung war Friedrichswalde bis 1945 in das Kirchspiel Gerdauen (russisch: Schelesnodoroschny) im gleichnamigen Kirchenkreis in der Kirchenprovinz Ostpreußen der Kirche der Altpreußischen Union eingepfarrt.
In der Sowjetzeit war kirchliches Leben kaum möglich. In den 1990er Jahren entstanden in der Oblast Kaliningrad neue evangelische Gemeinden, deren Nowo-Bijskoje am nächsten liegende die in Druschba ist. Sie ist Filialgemeinde der Auferstehungskirchengemeinde in Kaliningrad innerhalb der Propstei Kaliningrad in der Evangelisch-Lutherischen Kirche Europäisches Russland (ELKER).